# Hven
Hven (svensk stavemåde efter 1959 Ven) er en svensk ø i Øresund, hørende til Landskrona kommune, Skåne län.
Øen er cirka 4,5 kilometer lang og op til 2,4 kilometer bred, og den har et areal på 7,5 kvadratkilometer. Hven har omkring 360 indbyggere og ligger cirka 4,5 kilometer fra Skånes fastland og 7,5 kilometer fra Sjælland.
Der er tre mindre bebyggelser ved kysten: Bäckviken, Norreborg og Kyrkbacken, og ved disse er der også havne og sandstrande. I Kyrkbacken står kirken Sankt Ibb.

## Historie
Oprindelig hørte Hven til Sjælland, Birkerød Sogn og Kronborg Len, men i 1654 blev den tilført Helsingborg Len. Hven var dansk frem til 1660, men blev svensk i forbindelse med Freden i København.
På Hven havde astronomen Tycho Brahe sine observatorier på slottet Uranienborg og observatoriet Stjerneborg.

## Turisme
I den tidligere Allehelgenskirke midt på øen findes et Tycho Brahe-museum med et undergrundsobservatorium og en multimedieudstilling.
Af andre turistfaciliteter findes hotellet Turistgården, Gamlegård, Prästasvängen, campingplads, et vandrerhjem og et konferencecenter. Der er adskillige mindre restauranter og udskænkningssteder, som har åbent i sommerperioden.

## Transport
Fra Landskrona sejler færgeselskabet Ventrafiken omkring 10 daglige ture hele året rundt. Fra Havnegade i København sejler selskabet VisitHven, sundbussen Jeppe, én daglig tur fra maj til september. Fra Nivå Havn sejler M/S Havhesten. (med max. 12 personer).
Sejlere er velkomne, men man kan ikke bestille plads i havnene og der er ofte fuldt booket i højsæsonen. Mange ligger for anker ud for kysten og svømmer eller roer en jolle i land i stedet.
Der kører en lokal rutebil på Hven, og der findes en større cykeludlejning ved Bäckviken.